# Василій II Болгаробійця
Василій ІІ Болгаробійця (957, за іншими даними 958 — 15 грудня 1025) — візантійський імператор (976–1025) з Македонської  Вірменської династії. 3 976 по 985 рік фактично імперією керував перший міністр імперії Василь Ноф. Перша його воєнна компанія проти Болгарського царства закінчилась розгромом візантійського війська в битві біля Траянових воріт в 986 році. Подальші його воєнні компанії були більш успішнішими та завдяки його воєнному таланту та діям візантійських полководців Никифора Урана та Никифора Ксіфія Болгарське царство було підкорене в 1018 році. Згодом до складу Візантії ввійшло герцогсрво Салерно та Капуя в Італії. Вів він та його полководці численні воєнні компанії проти Фатимідського халіфа на сході імперії (зазвичай невдалі). В 1022 році царство Васпуракан ввійшло до складу Візантії. Помер 15 грудня 1025 року в розпал підготовки воєнної експедициї для відвоювання Сицилії. Дітей та дружини не мав.

## Життєпис
У 987—989 за допомогою військ Великого князя Київського Володимира Святославича придушив заколот провінціальної знаті на чолі з Фокою Вардою. Намагаючись забезпечити собі постійну підтримку київського князя Володимира, видав заміж за нього свою сестру Анну. За правління Василія II візантійські війська завдали ряд поразок арабам і зайняли частину Месопотамії та Сирії.
У 976—1018 вів надзвичайно жорстокими методами війну з Болгарією (за що й був названий Болгаробійцею), яка завершилась її завоюванням, хоча й зазнавав важких поразок, зокрема біля Траянових воріт.
29 липня 1014 візантійці розгромили болгар у битві біля гори Беласиці. Імператор наказав осліпити 15 тисяч болгарських полонених. Кожному 100-му викололи лише одне око — їм довелось виступати в ролі поводирів решти сліпих. Побачивши це, болгарський цар Самуїл помер від горя. За Василія II Візантія у 1020 році приєднала грузинські землі.